# 帕西采利 (阿納尼耶夫區)
47°36′40″N 29°56′16″E / 47.61111°N 29.93778°E
帕西采利（烏克蘭語：Пасицели）是位於烏克蘭西南部的村莊，由敖德萨州波季利斯克区的阿南伊夫市鎮負責管轄。該村始建於1895年，面積1.08平方公里，海拔高度190米，2001年人口367，人口密度每平方公里339.81人。